# George Edward Lodge
George Edward Lodge (n. 3 decembrie 1860, Scrivelsby⁠(d), East Lindsey, Anglia, Regatul Unit al Marii Britanii și Irlandei – d. 5 februarie 1954, Frimley⁠(d), Anglia, Regatul Unit) a fost un ilustrator de păsări, ornitolog și șoimar britanic.

## Viață timpurie
George Edward Lodge s-a născut la Scrivelsby⁠(d), Lincolnshire. Tatăl său, Samuel Lodge⁠(d) (1829–1897), a fost canonic al Catedralei Lincoln⁠(d) și rector al Scrivelsby. G. E. Lodge a fost al șaptelea copil și al cincilea băiat din unsprezece frați și surori. Unul din frații săi a fost fotograful Reginald Badham Lodge⁠(d) (1852-1937). De asemenea, a fost înrudit cu:
- fizicianul Sir Oliver Joseph Lodge⁠(d) (1851-1940)
- istoricul Sir Richard Lodge⁠(d) (1855-1936)
- academiciana Eleanor Constance Lodge⁠(d) (1869-1936)
- pictorul Carron O Lodge⁠(d) (1883-1910)
- artistul Francis Graham Lodge⁠(d) (1908-2002)

A fost educat la domiciliu și a devenit un bun meșter taxidermist. A călătorit în străinătate în Norvegia, Suedia, Indiile Occidentale și Statele Unite. A făcut studii de specialitate la Lincoln School of Art⁠(d) și a studiat și lucrat la Londra înainte de a se muta în jurul anului 1920 în Camberley, Surrey.

## Ilustrații
Una dintre primele lucrări pentru care a realizat ilustrații a fost Birds of Northamptonshire de Lord Lilford⁠(d), la care a colaborat cu Archibald Thorburn⁠(d), ilustrator de păsări pe care îl venera. Thorburn a răspuns cu aceeași admirație când, la începutul anilor 1910, fiind abordat de un reprezentant al Guvernului Noii Zeelande, l-a recomandat pe Lodge ca membru al comisiei însărcinate cu ilustrarea păsărilor neozeelandeze. Lodge a început să lucreze acolo în 1913. El a studiat piei și penaje de păsări din colecții britanice, inclusiv ale Muzeului de Istorie Naturală, și, în cele din urmă, a furnizat 90 de ilustrații Serviciului de Faună al Departamentului de Afaceri Interne din Noua Zeelandă. Autorul publicației s-a îmbolnăvit însă, așa încât ilustrațiile nu au mai fost publicate, rămânând la Departamentul Afacerilor Interne până la transferul lor în Muzeul Dominionului⁠(d) în 1948. În 1983, la aproape 30 de ani după moartea lui Logde, cea mai mare parte a ilustrațiilor au fost publicate în cartea George Edward Lodge: The Unpublished New Zealand Bird Paintings cu text de C. A. Fleming.
Lodge a fost, de asemenea, un expert în xilogravură, contribuind cu asemenea materiale la cărțile lui Henry Seebohm⁠(d) și ale Badminton Library⁠(d). Ilustrațiile sale au apărut în Monograph of the Pheasants de William Beebe⁠(d) și Introduction to Bird Behaviour de Eliot Howard⁠(d) (1929).
A publicat o singură carte, Memoirs of an Artist Naturalist, în 1946, ilustrând-o cu imagini proprii. În ultimii ani de viață, cu puțin timp înainte ca vederea să i se deterioreze, a instituit un fond fiduciar pentru publicarea de lucrări originale de istorie naturală – prima publicație a fost The Birds of the British Isles de Dr. David Bannerman⁠(d), conținând 377 de ilustrații realizate de Lodge, care înfățișează 435 de specii.

## Protecția mediului
Lodge a participat activ la conservarea vieții sălbatice. O lungă perioadă a fost membru al consiliului executiv al Societății pentru evaluarea rezervațiilor naturale⁠(d) și a fost, de asemenea, un membru activ al Comitetului internațional pentru protecția păsărilor. În 1945 a fost ales vicepreședinte al Uniunii Ornitologilor Britanici⁠(d), fiind primul artist în această poziție.

## Deces
Lodge a murit în spital la 5 februarie 1954 la Frimley⁠(d), Surrey. Cenușa sa a fost îngropată în curtea bisericii în care se află și mormântul părinților săi – la St Benedict, Horncastle, Lincolnshire.

## Recunoaștere
Autorul necrologului său din The Times nota:
„Un om de o grație și distincție excepționale, [Lodge] a fost recunoscut pe ambele maluri ale Atlanticului drept unul dintre cei mai buni artiști de păsări născuți în țara noastră. Experiența sa vastă în șoimărie i-a oferit, fără îndoială, cunoștințe adânci despre familia șoimilor, el fiind un șoimar pasionat din primele sale zile. În pictura păsărilor de pradă era de neegalat în lume. El a fost în primul rând un artist, dar, fiind și un bun naturalist, a reușit să-și ilustreze subiecții în mediul natural înconjurător și să-i facă să pară vii.”
În perioada 30 martie – 9 mai 2010, la aniversarea a 150 de ani de la nașterea lui Lodge, la muzeul Nature in Art⁠(d) din Gloucester a fost organizată o expoziție a lucrărilor sale.

## Opere
Printre cărțile la care a contribuit cu ilustrații se numără:
- Baker, E C S (1900) The Indian Doves and Their Allies
- Baker, E C S (1908) Indian Ducks and Their Allies
- Baker, E C S (1921–1930) The Game-Birds of India, Burma and Ceylon
- Bannerman, D A (1930–1951) Birds of Tropical West Africa
- Bannerman, D A and Bannerman, W M (1958) Birds of Cyprus
- Bannerman, D A and Bannerman, W M (1963–1968) Birds of the Atlantic Islands
- Bannerman, D A and Bannerman, W M (1971) Handbook of the Birds of Cyprus and Migrants of the Middle East
- Baxter, E V  & Rintoul, L J  (1953) The Birds of Scotland
- Beebe, W (1926) Pheasants, their lives and homes
- Chapin, J P (1932–1954) The Birds of the Belgian Congo
- Coombes, R A H (1952) Mountain Birds
- Evans, A H (1899) Birds
- Fleming, C A  (1983) George Edward Lodge - The Unpublished New Zealand Bird Paintings
- Hollom, P A D (1960) The Popular Handbook of Rarer British Birds
- Howard, Henry Eliot (1929) Introduction to Bird Behaviour
- Howard, Henry Eliot (1940) A waterhen's world
- Howard, Henry Eliot (1948) Territory in bird life
- Hudson, W H (1895) British Birds
- Jackson, F J – (1938) The Birds of Kenya Colony and the Uganda Protectorate
- Kelsall & Munn (1905) The Birds of Hampshire and The Isle of Wight
- Lilford (Lord) (1895) Notes on the Birds of Northamptonshire and Neighbourhood
- Lodge, G E (1946) Memoirs of an Artist Naturalist
- Mavrogordato, Jack (1960) A Hawk for the Bush. A treatise on the training of the Sparrow-hawk and other Short-winged Hawks
- Meinertzhagen, R (1930) Nicoll's Birds of Egypt
- Meinertzhagen, R (1954) Birds of Arabia
- Meinertzhagen, R (1959) Pirates and Predators
- Ogilvie-Grant, WE et al. (1912) The Gun at Home and Abroad
- Rothschild, L. W. (1907) Extinct Birds
- Savory J (ed) (1986) George Lodge, Artist Naturalist
- Smith, R B  (1905) Bird Life and Bird Lore
- Vincent, J (1980) A Season of Birds

### Biografii
Biografia lui Lodge a fost acoperită în următoarele lucrări:
- George Lodge - Artist Naturalist John Savory (Ed.), Croom Helm, 1986 ISBN: 0-7099-3366-5
- Necrolog, J. K. Stanford, The Field⁠(d), 25 februarie 1954
- Necrolog, The Times, 9 februarie 1954 (p. 9, col. 1)